# Scratch My Arse Rock
Scratch My Arse Rock är ett korallrev utanför atollen Palmerston i Cooköarna.  Det ligger i den nordvästra delen av landet, 500 km nordväst om huvudstaden Avarua. 